# 14. etape af Giro d'Italia 2024
14. etape af Giro d'Italia 2024 var en 31,2 km lang enkeltstart med en samlet stigning på 100 m. Den blev kørt den 18. maj 2024 med start i Castiglione delle Stiviere og mål i Desenzano del Garda. Det var løbets anden enkeltstart.

## Resultater

### Etaperesultat
| \| Etaperesultat \| Etaperesultat \| Etaperesultat \| Etaperesultat \| Etaperesultat \| \| Rytter \| Rytter \| Hold \| Tid \| \| \| ------------- \| --------------- \| -------------------------- \| ------------- \| ------------- \| \| 1. \| Filippo Ganna \| Ineos Grenadiers \| 35' 02" \| \| \| 2. \| Tadej Pogačar \| UAE Team Emirates \| + 29" \| \| \| 3. \| Thymen Arensman \| Ineos Grenadiers \| + 1' 07" \| \| \| 4. \| Geraint Thomas \| Ineos Grenadiers \| + 1' 14" \| \| \| 5. \| Luke Plapp \| Team Jayco AlUla \| + 1' 18" \| \| \| 6. \| Antonio Tiberi \| Bahrain Victorious \| + 1' 19" \| \| \| 7. \| Ben O'Connor \| Decathlon-AG2R La Mondiale \| + 1' 25" \| \| \| 8. \| Tobias Foss \| Ineos Grenadiers \| + 1' 26" \| \| \| 9. \| Mikkel Bjerg \| UAE Team Emirates \| + 1' 28" \| \| \| 10. \| Edoardo Affini \| Team Visma \\| Lease a Bike \| + 1' 30" \| \| |                 |                            |          |
| |                 |                            |          |
| Kilder: ProCyclingStats Cycling Quotient |                 |                            |          |
| Etaperesultat |                 |                            |          |
| Rytter | Rytter          | Hold                       | Tid      |
| 1. | Filippo Ganna   | Ineos Grenadiers           | 35' 02"  |
| 2. | Tadej Pogačar   | UAE Team Emirates          | + 29"    |
| 3. | Thymen Arensman | Ineos Grenadiers           | + 1' 07" |
| 4. | Geraint Thomas  | Ineos Grenadiers           | + 1' 14" |
| 5. | Luke Plapp      | Team Jayco AlUla           | + 1' 18" |
| 6. | Antonio Tiberi  | Bahrain Victorious         | + 1' 19" |
| 7. | Ben O'Connor    | Decathlon-AG2R La Mondiale | + 1' 25" |
| 8. | Tobias Foss     | Ineos Grenadiers           | + 1' 26" |
| 9. | Mikkel Bjerg    | UAE Team Emirates          | + 1' 28" |
| 10. | Edoardo Affini  | Team Visma \| Lease a Bike | + 1' 30" |

### Klassement efter etapen
| \| Samlede stilling \| Samlede stilling \| Samlede stilling \| Samlede stilling \| Samlede stilling \| \| Rytter \| Rytter \| Hold \| Tid \| \| \| ---------------- \| ----------------- \| -------------------------- \| ---------------- \| ---------------- \| \| 1. \| Tadej Pogačar \| UAE Team Emirates \| 50t 00' 09" \| \| \| 2. \| Geraint Thomas \| Ineos Grenadiers \| + 3' 41" \| \| \| 3. \| Daniel Martínez \| Bora-Hansgrohe \| + 3' 56" \| \| \| 4. \| Ben O'Connor \| Decathlon-AG2R La Mondiale \| + 4' 35" \| \| \| 5. \| Antonio Tiberi \| Bahrain Victorious \| + 5' 17" \| \| \| 6. \| Thymen Arensman \| Ineos Grenadiers \| + 6' 30" \| \| \| 7. \| Filippo Zana \| Team Jayco AlUla \| + 7' 26" \| \| \| 8. \| Romain Bardet \| Team dsm-firmenich PostNL \| + 7' 52" \| \| \| 9. \| Lorenzo Fortunato \| Astana Qazaqstan Team \| + 8' 40" \| \| \| 10. \| Alex Baudin \| Decathlon-AG2R La Mondiale \| + 8' 56" \| \| |                   |                            |             |
| |                   |                            |             |
| Kilder: ProCyclingStats Cycling Quotient |                   |                            |             |
| Samlede stilling |                   |                            |             |
| Rytter | Rytter            | Hold                       | Tid         |
| 1. | Tadej Pogačar     | UAE Team Emirates          | 50t 00' 09" |
| 2. | Geraint Thomas    | Ineos Grenadiers           | + 3' 41"    |
| 3. | Daniel Martínez   | Bora-Hansgrohe             | + 3' 56"    |
| 4. | Ben O'Connor      | Decathlon-AG2R La Mondiale | + 4' 35"    |
| 5. | Antonio Tiberi    | Bahrain Victorious         | + 5' 17"    |
| 6. | Thymen Arensman   | Ineos Grenadiers           | + 6' 30"    |
| 7. | Filippo Zana      | Team Jayco AlUla           | + 7' 26"    |
| 8. | Romain Bardet     | Team dsm-firmenich PostNL  | + 7' 52"    |
| 9. | Lorenzo Fortunato | Astana Qazaqstan Team      | + 8' 40"    |
| 10. | Alex Baudin       | Decathlon-AG2R La Mondiale | + 8' 56"    |

#### Pointkonkurrencen
| Pointkonkurrence | Pointkonkurrence   | Pointkonkurrence              | Pointkonkurrence | Pointkonkurrence |
| Rytter           | Rytter             | Hold                          | Point            |                  |
| ---------------- | ------------------ | ----------------------------- | ---------------- | ---------------- |
| 1.               | Jonathan Milan     | Lidl-Trek                     | 284 point        |                  |
| 2.               | Kaden Groves       | Alpecin-Deceuninck            | 174 point        |                  |
| 3.               | Tim Merlier        | Soudal Quick-Step             | 93 point         |                  |
| 4.               | Filippo Fiorelli   | VF Group-Bardiani CSF-Faizanè | 86 point         |                  |
| 5.               | Andrea Pietrobon   | Team Polti Kometa             | 86 point         |                  |
| 6.               | Julian Alaphilippe | Soudal Quick-Step             | 74 point         |                  |
| 7.               | Tadej Pogačar      | UAE Team Emirates             | 69 point         |                  |
| 8.               | Jhonatan Narváez   | Ineos Grenadiers              | 63 point         |                  |
| 9.               | Benjamin Thomas    | Cofidis                       | 57 point         |                  |
| 10.              | Sebastián Molano   | UAE Team Emirates             | 54 point         |                  |

#### Bjergkonkurrencen
| Bjergkonkurrence | Bjergkonkurrence       | Bjergkonkurrence              | Bjergkonkurrence | Bjergkonkurrence |
| Rytter           | Rytter                 | Hold                          | Point            |                  |
| ---------------- | ---------------------- | ----------------------------- | ---------------- | ---------------- |
| 1.               | Tadej Pogačar          | UAE Team Emirates             | 104 point        |                  |
| 2.               | Simon Geschke          | Cofidis                       | 59 point         |                  |
| 3.               | Valentin Paret-Peintre | Decathlon-AG2R La Mondiale    | 55 point         |                  |
| 4.               | Daniel Martínez        | Bora-Hansgrohe                | 52 point         |                  |
| 5.               | Lilian Calmejane       | Intermarché-Wanty             | 32 point         |                  |
| 6.               | Romain Bardet          | Team dsm-firmenich PostNL     | 32 point         |                  |
| 7.               | Geraint Thomas         | Ineos Grenadiers              | 22 point         |                  |
| 8.               | Andrea Piccolo         | EF Education-EasyPost         | 18 point         |                  |
| 9.               | Filippo Fiorelli       | VF Group-Bardiani CSF-Faizanè | 18 point         |                  |
| 10.              | Ben O'Connor           | Decathlon-AG2R La Mondiale    | 17 point         |                  |

#### Ungdomskonkurrencen
| Ungdomskonkurrence | Ungdomskonkurrence     | Ungdomskonkurrence         | Ungdomskonkurrence | Ungdomskonkurrence |
| Rytter             | Rytter                 | Hold                       | Tid                |                    |
| ------------------ | ---------------------- | -------------------------- | ------------------ | ------------------ |
| 1.                 | Antonio Tiberi         | Bahrain Victorious         | 50t 05' 26"        |                    |
| 2.                 | Thymen Arensman        | Ineos Grenadiers           | + 1' 13"           |                    |
| 3.                 | Filippo Zana           | Team Jayco AlUla           | + 2' 09"           |                    |
| 4.                 | Alex Baudin            | Decathlon-AG2R La Mondiale | + 3' 39"           |                    |
| 5.                 | Davide Piganzoli       | Team Polti Kometa          | + 8' 54"           |                    |
| 6.                 | Giovanni Aleotti       | Bora-Hansgrohe             | + 13' 50"          |                    |
| 7.                 | Valentin Paret-Peintre | Decathlon-AG2R La Mondiale | + 28' 10"          |                    |
| 8.                 | Mauri Vansevenant      | Soudal Quick-Step          | + 38' 45"          |                    |
| 9.                 | Edoardo Zambanini      | Bahrain Victorious         | + 41' 01"          |                    |
| 10.                | Magnus Sheffield       | Ineos Grenadiers           | + 41' 49"          |                    |

#### Holdkonkurrencen
| Holdkonkurrence | Holdkonkurrence               | Holdkonkurrence | Holdkonkurrence |
| Hold            | Hold                          | Tid             |                 |
| --------------- | ----------------------------- | --------------- | --------------- |
| 1.              | Ineos Grenadiers              | 150t 17' 37"    |                 |
| 2.              | Decathlon-AG2R La Mondiale    | + 2' 09"        |                 |
| 3.              | Bora-Hansgrohe                | + 22' 21"       |                 |
| 4.              | UAE Team Emirates             | + 27' 51"       |                 |
| 5.              | Astana Qazaqstan Team         | + 32' 36"       |                 |
| 6.              | VF Group-Bardiani CSF-Faizané | + 48' 45"       |                 |
| 7.              | Bahrain Victorious            | + 50' 04"       |                 |
| 8.              | EF Education-EasyPost         | + 51' 30"       |                 |
| 9.              | Movistar Team                 | + 54' 11"       |                 |
| 10.             | Team dsm-firmenich PostNL     | + 1t 00' 22"    |                 |